# Account Based Marketing
Account Based Marketing (abgekürzt: ABM) bezeichnet eine strategische Form des B2B-Marketing. Dabei werden relevante Unternehmenskunden als sogenannte „Target Accounts“ betrachtet. Diese werden identifiziert, qualifiziert und personalisiert angegangen. Account Based Marketing wird in der Regel in den Marketing- und Vertriebsabteilungen eingesetzt, um große und mittelständische Unternehmen als Kunden zu gewinnen.

## Allgemeines
Account Based Marketing ist für Unternehmen sinnvoll, die
- wenige, hochwertige B2B-Kunden stark individualisiert ansprechen wollen.[1]
- eine spitze, klar abgegrenzte Zielgruppe haben.
- hochpreisige Nischenprodukte oder Dienstleistungen anbieten.[2]
- Bestandskundenbeziehungen langfristig durch Up-, Cross- und Reselling vertiefen wollen.[3]
- nicht nur einen Entscheider, sondern ein ganzes Entscheider-Gremium (sog. Buying Center) vom gleichen Geschäftsabschluss überzeugen wollen.
- Marketing- und Vertriebsaktivitäten optimal aufeinander abstimmen wollen.[4]
- relevante Neukunden (sog. Leads) frühzeitig und eindeutig identifizieren wollen.
- automatisiertes B2B-Marketing gezielt betreiben wollen.

## Historie
ABM ist ursprünglich Mitte der 2010er-Jahre in den USA aus dem Key-Account-Marketing heraus entstanden. In Deutschland wird Account Based Marketing etwa seit 2014 aktiv angewendet, ist jedoch noch wenig verbreitet.

## Der Account Based Marketing-Funnel
Anfänglich hatte sich im Account Based Marketing der Begriff „Flip-the-Funnel“ gebildet: Während im „klassischen Marketing-Funnel“ viele Interessenten angesprochen werden, von denen schließlich nur wenige tatsächlich zu Kunden werden, liefe es bei ABM umgekehrt.
Inzwischen hat sich für Account Based Marketing ein neuer Funnel-Begriff gebildet: der ABM-Funnel wird als ein Doppel-Funnel in Form einer Sanduhr dargestellt. Dabei werden zunächst viele potenzielle Zielkunden anhand gewisser Kriterien erkannt. Anschließend werden diese in einer Qualifizierungsphase gefiltert. Im dritten Schritt wird dann mit ganzen „Buying Centers“ wieder eine größere Personengruppe angesprochen.

## Account Based Marketing-Themen im Überblick
Wichtige Instrumente und Themen im deutschen Account Based Marketing sind:
- Identifikation von Target Accounts (identify):
  - Website-Benutzererkennung
  - Intent-Signale
- Qualifikation von Leads (qualify):
  - Firmendaten (Firmographics/firmografische Daten)
  - Technische Daten (Technographics/technografische Daten)
- Ansprache und Konvertieren (convert):
  - Account Based Advertising
  - Geotargeting von Google-Ads
  - Company Targeting von LinkedIn-Ads
  - personalisierte Post-Mailings

## Besonderheiten in Europa
In Europa stellt der Datenschutz (genauer gesagt die Datenschutz-Grundverordnung (DSGVO)) besondere Anforderungen an das Account Based Marketing. Damit ABM Datenschutz- und DSGVO-konform ist, wird streng zwischen personenbezogenen und unternehmensbezogenen Daten unterschieden. Diese Trennung wird derzeit noch von wenigen, hauptsächlich europäischen ABM-Plattformen unterstützt.
Ein weiterer regionaler Aspekt ist die Datenlage. Die meisten Lösungen für Account Based Marketing stammen aus dem US-Markt und setzen damit vor allem auf US-Daten auf. Beim Account Based Marketing ist die regionale Qualität der Daten allerdings ein Erfolgsfaktor. Hierauf ist zu achten, wenn ABM in Europa zum Einsatz kommt.